# Castello Episcopio
Das Castello Episcopio ist eine mittelalterliche Burg in der Gemeinde Grottaglie in der italienischen Region Apulien, Provinz Tarent.

## Geschichte
Den Bergfried der bischöflichen Burg ließ Erzbischof Giacomo d’Atri zusammen mit der Umfassungsmauer und der Mutterkirche Ende des 14. Jahrhunderts errichten. Der ursprüngliche Kern der Anlage mit dem Turm und dem östlichen Teil der Mauer wurde in der Folge erweitert und umgebaut; er erhielt eine barocke Fassade.
Wegen der Restaurierung Anfang der 1980er-Jahre fiel die Burg von der Erzdiözese Tarent an die Gemeinde Grottaglie, die die alte Anlage später weiter umbaute und sie heute für zahlreiche künstlerische und kulturelle Veranstaltungen nutzt.

## Beschreibung
Der Turm in der Mitte oder Bergfried hat einen rechteckigen Grundriss und besitzt drei Stockwerke.
In den Räumen der alten Stallungen ist das Museo della Ceramica di Grottaglie (dt.: Keramikmuseum Grottaglie) untergebracht, in dem Keramiken vom 8. Jahrhundert v. Chr. bis zur heutigen Zeit aus öffentlichen und privaten Sammlungen ausgestellt sind. Das Museum ist in einen Bereich für archäologische Funde, in einen für traditionelle Keramik, in einen für zeitgenössische Keramik, in einem für Majolika und schließlich einen für Krippen unterteilt.